# Chelonus moravicus
Chelonus moravicus är en stekelart som först beskrevs av Vladimir Ivanovich Tobias och Lozan 2003.  Chelonus moravicus ingår i släktet Chelonus och familjen bracksteklar. Inga underarter finns listade i Catalogue of Life.